# Polymixis sublutea
Polymixis sublutea là một loài bướm đêm trong họ Noctuidae.